# Декларация Мексики об объявлении войны Германии, Италии и Японии (1942)

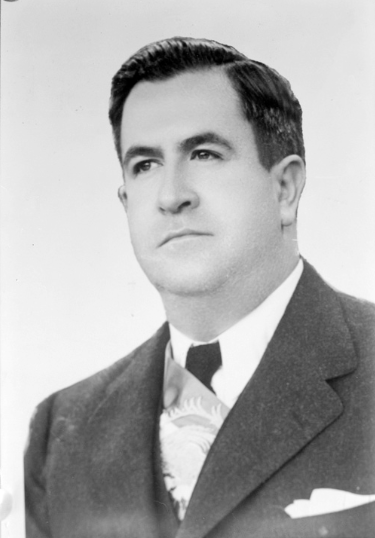
Президент Мексики Мануэль Авила Камачо.

Мексиканские Соединённые Штаты заявили о наличии состояния войны с Германией, Италией и Японской империей 22 мая 1942 года после серии провокаций в отношении нефтяных танкеров «Потреро-дель-Льяно» и «Фаха-де-Оро», торпедированных и потопленных немецкими подводными лодками в водах Атлантического океана. После объявления войны Мексика активно призывала другие латиноамериканские государства поддержать антигитлеровскую коалицию, что формально произошло через 3 года в разгар деэскалации европейского театра военных действий.

## Текст документа
КОНГРЕСС СОЕДИНЕННЫХ МЕКСИКАНСКИХ ШТАТОВ ПОСТАНОВЛЯЕТ:

СТАТЬЯ I. Заявлено, что по состоянию на 22 мая 1942 г. существует состояние войны между Мексиканскими Соединенными Штатами и Германией, Италией и Японией.

СТАТЬЯ II. Президент Республики сделает соответствующее заявление и направит международные уведомления, установленные в соответствии с законом.

ПЕРЕХОДНЫЕ СТАТЬИ

СТАТЬЯ I. Настоящий закон вступает в силу со дня его публикации в Официальном дневнике Республики.

СТАТЬЯ II. Этот закон будет торжественно распространен по всей республике.

В соответствии с разделом I статьи 89 Политической Конституции Мексиканских Соединенных Штатов, а также для его публикации и соблюдения я издаю настоящий Указ в резиденции Федеральной исполнительной власти в городе Мехико, Федеральный округ, 1 июня 1942 г.

(подпись) Мануэль Авила Камачо